# فری کلاس جامبو
فری کلاس جامبو (به انگلیسی: Jumbo-class ferry) یک کلاس از کشتی است که طول آن ۴۴۰ فوت (۱۳۰ متر) می‌باشد.